# Asz-Szuna asz-Szamalijja
Asz-Szuna asz-Szamalijja (arab. الشونة الشمالية) – miejscowość w Jordanii, w muhafazie Irbid. Miejscowość turystyczna znana z kąpielisk mineralnych. W 2004 roku liczyła 14 365 mieszkańców.

## Położenie
Asz-Szuna asz-Szamalijja jest położona na wysokości od 150 do 210 metrów p.p.m., w depresji Doliny Jordanu, na północy Jordanii. Leży u wylotu Wadi Al-Arab do Doliny Jordanu, w odległości około 2 km na wschód od rzeki Jordan. W pobliżu znajdują się wioski Bakura, Adasijja i Manszijja.
Wzdłuż rzeki Jordan przebiega granica jordańsko-izraelska. Po stronie izraelskiej znajdują się kibuce Geszer i Newe Ur.